# كأس حذفي 2016–17
كأس حذفي 2016–17 هو موسم من كأس حذفي. كان عدد الأندية المشاركة فيه 94، وفاز فيه نادي نفط طهران.